# Dichotomius carinatus
Dichotomius carinatus là một loài bọ cánh cứng trong họ Bọ hung (Scarabaeidae).